# Jacob Black
Jacob Black Stephenie Meyer négykötetes Alkonyat-sorozatának egyik főszereplője, farkassá változni képes indián fiú. Az Alkonyat című első kötetben még mellékszereplő, az Újhold, Napfogyatkozás és Hajnalhasadás kötetekben azonban már fontos szerepet játszik.

## Megalkotásának története
Stephenie Meyer szerint Jacob eredetileg csupán egy eszköz volt ahhoz, hogy a főszereplő Bella Swan rádöbbenjen Edward Cullen titkára. Azonban mind Meyer, mind az ügynöke és a szerkesztője kedvelte a szereplőt, így az írónő úgy döntött, a következő kötetben, az Újholdban is szerepet kap. Meyer úgy jellemezte a szereplőt, mint „a kedvenc ajándékom, amit az Újhold adott nekem.” Az írónő saját honlapján elmondta, még sosem akart annyira kitörni egy szereplő a neki szánt szerepből, mint Jacob, így képtelen volt „bezárni őt egy icipici szerepbe”. Miután az Újholdban nagyobb szerepet adott Jacobnak, Meyer visszatért az épp szerkesztési fázisban lévő Alkonyathoz, hogy jobban beleszőhesse a fiút és apját, Billy Blacket a történetbe.

## Szerepe
Jacob a kvilájúta törzs tagja, a regény főszereplőjének, Bellának gyerekkori barátja. Édesapja, Billy Black Bella apjának jó barátja. Édesanyja, Sarah korán meghalt. Van két lánytestvére, Rachel és Rebecca. Jacob beleszeret Bellába, amikor az visszaköltözik Forksba. Jacob nincs jó véleménnyel arról, hogy Bella ennyire érdeklődik Edward Cullen, egy 17 évesnek kinéző, valójában 109 éves vámpír iránt.
Bella Jacobtól szerez tudomást a törzs ősi legendáiról és a Cullen családdal való viszonyáról. Az Újholdban Jacob és Bella szoros kapcsolatba kerülnek, miután Edward elhagyja a lányt. Bár a fiú megígéri Bellának, hogy sosem fogja bántani, ígéretét nem tudja betartani, mikor kiderül, ő maga a törzs farkassá változni képes férfijaihoz tartozik – így, hogy megvédje Bellát, megkéri a lányt, maradjon távol tőle. Jacob és a többi farkas védi meg Bellát, amikor egy másik vámpír, Laurent megtámadja. Mikor Bella Edward segítségére siet, hogy megmentse a fiút az öngyilkosságtól, Jacob kérleli, maradjon, ám a lány képtelen hagyni, hogy Edward megölesse magát miatta.
A Napfogyatkozásban újra közelebb kerülnek egymáshoz Bellával, és Bella rádöbben, hogy Jacobot is szereti, habár Edward iránt érzett szerelme sokkal erősebb. Jacob képtelen elfogadni, hogy a lány igent mondott Edward házassági ajánlatára. A Hajnalhasadásban Jacob, bár majd' őrületbe kergeti a lány állapota, végig Bella mellett maradt terhessége végső stádiumában, és a törzs farkashordájától is elszakad, amikor azok úgy döntenek, végeznek a lánnyal a méhében hordott „vámpírszörny” miatt. Amikor Edward és Bella kislánya megszületik, Jacob rádöbben, hogy az újszülött kislány, Renesmee a lelki társa, és attól fogva nem lehet elszakítani a kislány mellől. Bella nehezen törődik bele, hogy egy napon, amikor Renesmee felnő, Jacob lesz majd a lánya férje, de végül elfogadja, mikor látja, mennyire rajong Jacob a gyermekért.

## Filmbeli ábrázolása
A 2008-ban bemutatott Alkonyat című filmben Taylor Lautner alakította Jacob Blacket. Mivel az eredeti regény szerint Jacob az Újholdban már magasabb és fizikailag erősebb és fejlettebb, mint az első kötetben, az Újhold alapján készülő film rendezője, Chris Weitz le akarta cserélni a színészt olyasvalakire, aki fizikailag jobban képes előadni a megváltozott Jacobot. Lautnernek azonban sikerült megtartania a szerepet rengeteg testedzés után.